# Carex remotiuscula
Carex remotiuscula är en halvgräsart som beskrevs av Göran Wahlenberg. Carex remotiuscula ingår i släktet starrar, och familjen halvgräs. Inga underarter finns listade i Catalogue of Life.